# Mario Barrueta García
Mario Barrueta García är en ort i Mexiko.   Den ligger i kommunen Cunduacán och delstaten Tabasco, i den sydöstra delen av landet, 600 km öster om huvudstaden Mexico City. Mario Barrueta García ligger 22 meter över havet och antalet invånare är 361.
Terrängen runt Mario Barrueta García är mycket platt. Runt Mario Barrueta García är det tätbefolkat, med 411 invånare per kvadratkilometer. Närmaste större samhälle är Cárdenas, 14,7 km väster om Mario Barrueta García. Omgivningarna runt Mario Barrueta García är en mosaik av jordbruksmark och naturlig växtlighet.